# 湘南ライフタウン

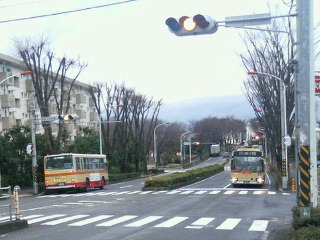
ライフタウン北部・滝の沢にて（2006年3月2日撮影）

湘南ライフタウン（しょうなんライフタウン）は神奈川県藤沢市西部（大庭・遠藤・石川の各一部）・茅ヶ崎市堤地区の一部にまたがるニュータウンである。藤沢市側の地区名では「湘南大庭地区」と分類される。

## 概要
この地域は藤沢市の「西部土地区画整理事業」と茅ヶ崎市の「茅ヶ崎都市計画事業堤地区土地区画整理事業」により誕生したものであるが、後者についても藤沢市が茅ヶ崎市から委託を受けて実施されたため、実質藤沢市による区画整理事業と見ることができる。総面積は340.74ヘクタール、計画人口は45,000人とされている。居住人口は31,699人である。
昭和30年代の高度経済成長の下で神奈川県内は首都圏のベッドタウンとして開発が進んでいったが、それに伴って都市のスプロール化も進んでいった。それを防止する目的で誕生したのがこの区画整理事業である。1971年に事業が開始され、1992年に完了している。1987年にかながわのまちなみ100選に選定されている。
太い幹線道路に平行して生活道路を配置し、また開発地内の農家をそのまま残していることが特徴。設計は黒川紀章である。

## アクセス
全地域が駅から離れているため、神奈川中央交通バスによるアクセスとなる。主に東海道線辻堂駅と小田急江ノ島線・相鉄いずみ野線・横浜市営地下鉄ブルーライン湘南台駅からのバスが中心となる。
2018年5月より、連節バス「ツインライナー」が辻堂駅北口発着とする系統に導入されている。（平日のみ）
- 辻堂駅北口系統
  - 辻23 辻堂駅北口 - 急行・駒寄 - 湘南ライフタウン（ツインライナーで運行､平日のみ）
  - 辻24 辻堂駅北口 - 大庭隧道・駒寄 - 湘南ライフタウン（辻堂駅発深夜バスあり）
  - 辻26 辻堂駅北口 - 大庭隧道・駒寄・湘南ライフタウン・石川山田 - 湘南台駅西口（湘南台駅発深夜バスあり）
  - 辻28 辻堂駅北口 - 大六天・湘南カントリークラブ前・滝の沢小学校前 - 湘南ライフタウン
  - 辻29 辻堂駅北口 - 大庭隧道・湘南カントリークラブ前・滝の沢小学校前 - 湘南ライフタウン（辻堂駅発深夜バスあり）
  - 辻33 辻堂駅北口 - 羽鳥山・大六天・駒寄・湘南ライフタウン・古里団地・用田 - 綾瀬車庫
  - 辻34 辻堂駅北口 - 大庭隧道・駒寄・湘南ライフタウン - 慶応大学
  - 辻35 辻堂駅北口 - 急行・駒寄 - 湘南ライフタウン - 慶応大学（ツインライナーで運行､平日のみ）

- 湘南台駅西口・東口系統
  - 湘11 湘南台駅西口 - 南大山・湘南ライフタウン・大辻・小出二本松・甘沼 - 茅ヶ崎駅北口
  - 湘12 湘南台駅東口 - 北警察署前 - 南桐原 - 石川中村 - 石川橋 - 一ノ坪 - 遠藤永山 - 矢尻 - 湘南ライフタウン
  - 湘16 二番構保健医療センター→駒寄→湘南ライフタウン→石川山田→湘南台駅西口（平日の朝のみ）
  - 湘17 湘南台駅西口 - 石川山田・湘南ライフタウン・大辻・小出二本松 - 文教大学
  - 湘21 湘南台駅西口 - 石川山田 - 湘南ライフタウン
  - 辻26 湘南台駅西口 - 石川山田・湘南ライフタウン・駒寄・大庭隧道 - 辻堂駅北口（湘南台駅発深夜バスあり）
  - 藤34 湘南台駅西口 - 一色上・石川橋・大六天・引地橋・遊行通り四丁目 - 藤沢駅北口
  - 藤34 湘南台駅西口→一色上・石川橋・大六天・引地橋・南仲通り→藤沢駅北口（土休日の日中のみ）
  - 藤39 湘南台駅西口 - 南大山・湘南ライフタウン・大辻・湘南カントリークラブ前・大六天・引地橋・南仲通り - 藤沢駅北口

- その他の系統
  - 藤12 藤沢駅北口 - 南仲通り・引地橋・大庭隧道・駒寄 - 湘南ライフタウン
  - 藤13 藤沢駅北口 - （←遊行通り四丁目・藤沢小学校前→）・市民病院・引地橋・大庭隧道・駒寄 - 湘南ライフタウン
  - 藤40 藤沢駅北口 - 南仲通り・引地橋・大六天・湘南カントリークラブ前・大辻 - 湘南ライフタウン
  - 茅03 茅ヶ崎駅北口 - 甘沼・小出二本松・滝の沢小学校前 - 湘南ライフタウン
  - 善03 善行駅 - 卸売市場前・大六天・北の谷・駒寄 - 湘南ライフタウン

藤沢市による、サイクルアンドバスライド（C &BR)　という試みが実施されており、湘南ライフタウンバス停 と 矢尻バス停 に専用の駐輪場が設けられ、自転車からバスへの乗り継ぎの改善が図られている。

## 各種施設

### 市民センターなど
- 藤沢市域
  - 湘南大庭市民センター（公民館・図書館を併設）
- 茅ヶ崎市域
  - 地区内にはない（小出支所が最も近い）

### 警察署
- 藤沢市域（藤沢北警察署管轄）
  - 湘南ライフタウン交番
  - 石川交番（当地区の隣接地域にある）
- 茅ヶ崎市域（茅ケ崎警察署の管轄）
  - 地区内にはない（小出駐在所が最も近い）

### 消防署
- 藤沢市域（藤沢市消防本部管轄）
  - 西部出張所
- 茅ヶ崎市域（茅ヶ崎市消防本部管轄）
  - 地区内にはない（小出出張所が最も近い）

### 日本郵政

#### 日本郵便
- 藤沢郵便局担当（郵便番号251-xxxx）
  - 藤沢市大庭
- 藤沢北郵便局担当（郵便番号252-xxxx）
  - 藤沢市遠藤、藤沢市石川
- 茅ヶ崎郵便局担当（郵便番号253-xxxx）
  - 茅ヶ崎市堤

#### 郵便局
- 藤沢大庭郵便局
- 藤沢湘南ライフタウン郵便局

## 商業施設
地域ごとにまとまった商業エリアがあるほか、各地区でショッピングセンターを形成している場所がある。
- 湘南ライフタウンショッピングセンター（ライフピア・イオン藤沢店）
- 湘南とうきゅうビル（湘南とうきゅう[4]・ホームセンターコーナン湘南藤沢店、1996年（平成8年）3月28日開業[4]）

湘南ライフタウンの商業核として計画された用地に建設された商業棟や飲食棟、ボウリング場などからなる複合型ショッピングセンターである。開業時はホームセンターのドイトが入居していた。

## 医療施設
一部を除き、ある程度まとまった場所に開業されている。
- 藤沢市保健医療センター
- 南医療センター（湘南ライフタウンショッピングセンター周辺）
- ライフビル（湘南とうきゅうビル近隣）
- 遠藤南大平地区（決まった呼称はない）
- 村田会湘南大庭病院

## 電話番号
- 藤沢市域（市外局番0466）
- 茅ヶ崎市域（市外局番0467）

両市域間は市内料金で通話できる。

## 教育
地域内にある教育施設は、以下のとおり。

### 幼稚園
- 私立
  - 大庭城山幼稚園
  - こばやし幼稚園
  - 藤沢若葉幼稚園

### 保育園
- 公立
  - 小糸保育園
- 私立
  - 大庭保育園
  - 五反田保育園
  - グリーンキッズ湘南ライフタウン

### 小学校
- 公立
  - 藤沢市立大庭小学校
  - 藤沢市立小糸小学校
  - 藤沢市立駒寄小学校
  - 藤沢市立滝の沢小学校

### 中学校
- 公立
  - 藤沢市立大庭中学校
  - 藤沢市立滝の沢中学校

### 高等学校
- 公立
  - 神奈川県立藤沢西高等学校

専門学校
- 公益社団法人
  - 湘南看護専門学校

## 市境問題

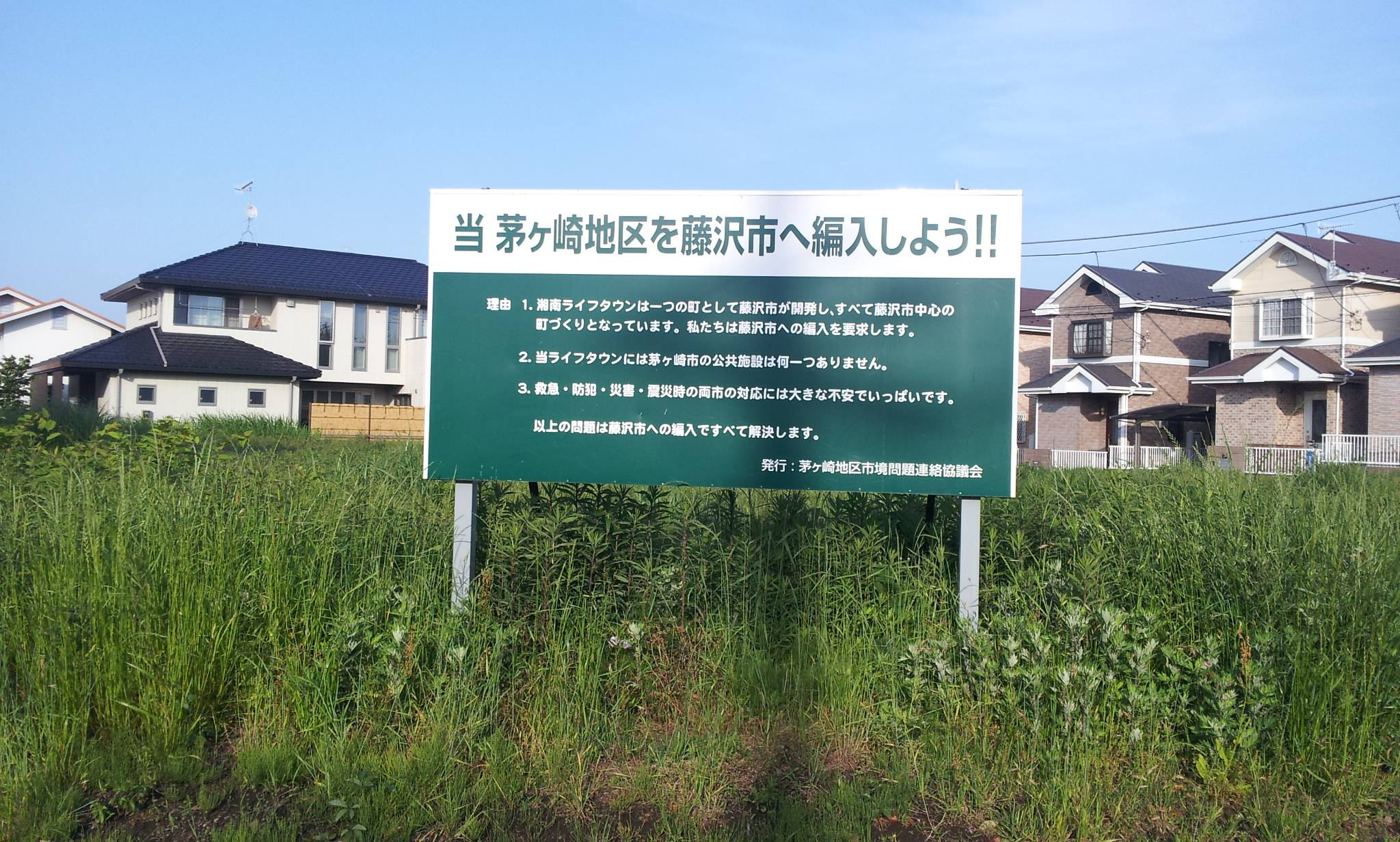
茅ヶ崎市堤地内にある、藤沢市編入を求める看板（2013年5月17日撮影）

前述のとおり湘南ライフタウン内には茅ヶ崎市に属する地域が存在する。当初計画では区画整理事業完成の時点で茅ヶ崎市域を藤沢市に編入し、同一面積分（約9ヘクタール）を藤沢市から茅ヶ崎市に編入する等価交換をすることになっていた。しかし1988年に藤沢市は、茅ヶ崎市への編入予定地域住民が藤沢市への残留を希望したことを理由に、当該地域を藤沢市にそのまま残そうとする変形調整案を提示した。これに対して茅ヶ崎市側は藤沢市の一方的な発表であるとして当初案を主張、両市の主張が相容れないままいったん白紙撤回されて現在に至る。
両市では、湘南ライフタウン内に茅ヶ崎市の教育・行政施設が存在していないという事情もあって、茅ヶ崎市域の小中学生が藤沢市の学校に通えるようにするなどの行政協力を行っている。しかし、藤沢市主体で開発された地域内での行政サービスの格差はいかんともしがたく、また、回収日・分別方法・有料化などのゴミ収集ルールの違いに起因する問題や消防・救急の対応速度の差などもあり、茅ヶ崎市域側住民の多くは藤沢市への編入を求めている。
藤沢・茅ヶ崎両市間で、市民税が違うということも背景として存在する。